# Первомайское (Амурская область)
Первома́йское — село в Тындинском районе Амурской области России, административный центр сельского поселения Первомайский сельсовет.

## География
Расположено в 10 км к юго-востоку от районного центра, города Тында, на правом берегу реки Тында, недалеко от её устья. 
Климат
Село Первомайское, как и Тындинский район, приравнено к районам Крайнего Севера.
Климат — резко континентальный с муссонными чертами. В температурном режиме преобладают отрицательные температуры. Наибольшее число осадков приходится на лето: вторую половину июля — первую половину августа. Летние дожди нередко сопровождаются грозами.

## История
Основано в 1929 году. В 1932 году организован колхоз «Заря».
В 1950-е годы в село в связи с укрупнением колхозов переселились эвенки с Амуткачи и Тынды.

## Население
| 1990 | 1995  | 1996  | 1997  | 1998  | 1999 | 2000 | 2001 | 2002 | 2003 |
| ---- | ----- | ----- | ----- | ----- | ---- | ---- | ---- | ---- | ---- |
| 1039 | →1039 | ↗1047 | ↘1021 | ↗1023 | ↘997 | ↘949 | ↘917 | ↘812 | ↘802 |
| 2010 | 2012  | 2013  | 2014  | 2015  | 2016 | 2017 | 2018 |      |      |
| ↘797 | ↘775  | ↘749  | ↘721  | ↘709  | ↘699 | ↘698 | ↗707 |      |      |

В селе проживает 842 человека, в их числе 174 эвенка — представители родов Сологон, Куртак, Коηичар, Хэбгин, Чакагир, Бута.
Эвенки занимаются оленеводством, охотой, рыболовством, сбором дикоросов, пошивом национальной одежды и обуви, изготовлением предметов домашнего обихода из бересты, резьбой по дереву.